# Војно-граничарска зграда у Добрици
Војно-граничарска зграда у Добрици, насељеном месту на територији општине Алибунар, саграђена је 1829. године представља један од типичних примера грађевина из 17. и 18. века које је подизала Аустро-Угарска на подручју Војводине после ослобођења од турске окупације, према плану и прописима Команде Војне границе.
Зграда представља непокретно културно добро као споменик културе.
Саграђена је за потребе Немачко-банатске регименте у Банату. После реорганизације Војне границе у Банату, ту се од 1845. године налазила компанија Српско-банатске регименте, све до укидања Војне границе 1872. године.
Зграда је слободностојећа спратна грађевина, лоцирана у центру села, на главној раскрсници. Унутршњи простор је фунцкионално подељен на административно-канцеларијски део у приземљу и стамбени на спрату. Просторије на спрату следе распоред зидова у приземљу и имају дрвену плафонску конструкцију.